# Klinische Pädiatrie
Klinische Pädiatrie (Untertitel: Clinical Research and Practice in Pediatrics) ist eine 1972 begründete medizinische Fachzeitschrift. Sie erscheint siebenmal jährlich (zu Beginn zweimal jährlich). Die Zeitschrift vereint Beiträge in deutscher oder englischer Sprache aus dem Bereich der klinischen Pädiatrie und aus angrenzenden Fachgebieten. Sie versteht sich selbst als Forum für wissenschaftliche Information in der Kinderheilkunde. In Übersichtsarbeiten und Originalarbeiten wird über wissenschaftliche Erkenntnisse in Diagnose und Therapie informiert, zudem werden Kasuistiken veröffentlicht. Der Impact Factor der Zeitschrift lag im Jahr 2020 bei 1,349. Die Zeitschrift ist der Nachfolger des Archiv für Kinderheilkunde (1880–1971, zuvor: Centralzeitung für Kinderheilkunde).